# Шилонг
Шилонг (на хинди: शिलांग; на бенгалски: শিলং; на английски: Shillong) е град в крайните североизточни части на Индия. Административен център е на неголемия щат Мегхалая.
Населението му наброява 143 229 жители (2011 г.). Търговски център (основно селскостопански стоки – ориз, цитрусови плодове, царевица). Разположен е в Асамските планини на височина 1500 метра н.м.р. Сред най-влажните места на планетата.